# Bovanta
Bouvante és un municipi francès situat al departament de la Droma i a la regió d'Alvèrnia-Roine-Alps. L'any 2007 tenia 238 habitants.

## Demografia

### Població
El 2007 la població de fet de Bouvante era de 238 persones. Hi havia 104 famílies de les quals 28 eren unipersonals (16 homes vivint sols i 12 dones vivint soles), 40 parelles sense fills, 28 parelles amb fills i 8 famílies monoparentals amb fills.
La població ha evolucionat segons el següent gràfic:
Habitants censats

### Habitatges
El 2007 hi havia 231 habitatges, 106 eren l'habitatge principal de la família, 113 eren segones residències i 12 estaven desocupats. 169 eren cases i 61 eren apartaments. Dels 106 habitatges principals, 64 estaven ocupats pels seus propietaris, 23 estaven llogats i ocupats pels llogaters i 20 estaven cedits a títol gratuït; 2 tenien una cambra, 1 en tenia dues, 15 en tenien tres, 32 en tenien quatre i 57 en tenien cinc o més. 79 habitatges disposaven pel capbaix d'una plaça de pàrquing. A 48 habitatges hi havia un automòbil i a 53 n'hi havia dos o més.

### Piràmide de població
La piràmide de població per edats i sexe el 2009 era:
| Homes | Edats   | Dones |
| ----- | ------- | ----- |
| 0     | 95 o +  | 4     |
| 0     | 90 a 94 | 0     |
| 4     | 85 a 89 | 0     |
| 4     | 80 a 84 | 0     |
| 0     | 75 a 79 | 4     |
| 4     | 70 a 74 | 0     |
| 8     | 65 a 69 | 4     |
| 4     | 60 a 64 | 12    |
| 8     | 55 a 59 | 8     |
| 0     | 50 a 54 | 16    |
| 4     | 45 a 49 | 4     |
| 12    | 40 a 44 | 8     |
| 4     | 35 a 39 | 12    |
| 12    | 30 a 34 | 12    |
| 4     | 25 a 29 | 8     |
| 4     | 20 a 24 | 0     |
| 4     | 15 a 19 | 4     |
| 4     | 10 a 14 | 0     |
| 12    | 5 a 9   | 16    |
| 0     | 0 a 4   | 4     |

## Economia
El 2007 la població en edat de treballar era de 169 persones, 122 eren actives i 47 eren inactives. De les 122 persones actives 115 estaven ocupades (66 homes i 49 dones) i 7 estaven aturades (2 homes i 5 dones). De les 47 persones inactives 16 estaven jubilades, 16 estaven estudiant i 15 estaven classificades com a «altres inactius».

### Ingressos
El 2009 a Bouvante hi havia 107 unitats fiscals que integraven 240,5 persones, la mediana anual d'ingressos fiscals per persona era de 16.616 €.

### Activitats econòmiques
Dels 18 establiments que hi havia el 2007, 2 eren d'empreses extractives, 1 d'una empresa de fabricació d'altres productes industrials, 3 d'empreses de construcció, 1 d'una empresa de comerç i reparació d'automòbils, 5 d'empreses d'hostatgeria i restauració, 1 d'una empresa financera, 2 d'empreses de serveis, 2 d'entitats de l'administració pública i 1 d'una empresa classificada com a «altres activitats de serveis».
Dels 5 establiments de servei als particulars que hi havia el 2009, 1 era un taller de reparació d'automòbils i de material agrícola, 1 paleta, 1 guixaire pintor i 2 restaurants.
L'any 2000 a Bouvante hi havia 18 explotacions agrícoles que ocupaven un total de 784 hectàrees.

## Equipaments sanitaris i escolars
El 2009 hi havia una escola elemental.

## Poblacions més properes
El següent diagrama mostra les poblacions més properes.